# Investicija
Ulaganje ili latinizam Investicija je pojam s nekoliko povezanih značenja u ekonomiji i financijama. U najširem smislu riječi, investicija je akumulacija u sadašnjosti s nadom dobitka u budućnosti.

## Ulaganje u financijama
Investicijom se može označiti bilo kakvo ulaganje, primarno novčanih sredstava, radi stjecanja određenih ekonomskih koristi, odnosno profita. Pri tome se može ulagati u financijske oblike imovine i s njima izjednačene investicije ili pak u realne oblike imovine koji omogućavaju ostvarivanje ekonomskih koristi odnosno profita kroz određene produktivne poslovne aktivnosti.
Ulaganja, tj. oblici investicija, pojmovno se mogu promatrati s nekoliko različitih aspekata. Tako se razlikuju poslovne investicije, promatrane s razine procesa budžetiranja kapitala investicijskih projekata odabirom različitih kriterija o izboru investicijskih projekata; s ekonomskog aspekta kao vrijeme u kojem se resursi ne koriste za potrošnju već se koriste za buduću proizvodnju; s financijskog aspekta kao ulaganje u različite vrijednosne papire; s aspekta osobnih financija kroz proces izlaganja osobne štednje riziku i očekivanju iz rizika izvedenih prinosa; u smislu nekretnina ulaganje u rezidencijalne ili poslovne nekretnine s ciljem stjecanja tekućih dohodaka ili kapitalnih dobitaka zbog aprecijacije vrijednosti investicije. Investiranje i odluke o investicijama temelje se na konceptu budžetiranja kapitala.
Investicije mogu davati pozitivne ili negativne stope prinosa na investirana sredstva. Tako pozitivan prinos ostvaruju investicije koje imaju čistu sadašnju vrijednost jednaku ili veću od nule, dok negativne stope prinosa odbacuju investicije koje imaju negativnu čistu sadašnju vrijednost. Razmatranje pozitivnih prinosa dijeli se na dva koncepta, pozitivni realni prinosi i pozitivni apsolutni prinosi. Pozitivni realni prinosi označavaju prinos na neku vrstu imovine koji nadmašuje prinose na usporedive vrste imovine, dok apsolutni pozivni prinosi za benchmark uzimaju prinos na kratkoročne državne dužničke vrijednosne papire, trezorske zapise. Tako apsolutni pozitivni prinosi označavaju prinos koji nadmašuje prinos na trezorske zapise neovisno o smjeru i intenzitetu cjenovnih promjena imovine koja se nalazi u investicijskom portfoliu.
U procesu budžetiranja kapitala financijski menadžer identificira investicijske oportunitete koji imaju veću vrijednost za poduzeće nego što je trošak njihovog stjecanja. Drugim riječima, predmetom izučavanja u procesu budžetiranja kapitala su čisti novčani tokovi koje generira upotreba neke imovine u odnosu na trošak stjecanja te iste imovine. Koncept budžetiranja kapitala temelji se pored procjene očekivanih novčanih tokova u budućnosti na procjeni riziku prilagođene diskontne stope, tj. zahtijevanog prinosa. Ovdje se uvodi koncept čiste sadašnje vrijednosti, tj. diferencijala sadašnje vrijednosti očekivanih novčanih tokova i investicijskog troška neke imovine, tj. projekta. Imovina ili projekt koji imaju pozitivnu čistu sadašnju vrijednost povećavaju bogatstvo običnih dioničara, tj. vlasnika te su prihvatljivi s aspekta rizika i nagrade. Tako se procjena veličine pritjecanja, dinamike te rizika ostvarivanja novčanih tokova nalazi u središtu budžetiranja kapitala, tj. odluka o investiranju. Sumarno, tri su temeljna koncepta odlučivanja u procesu investicijskog odlučivanja:
- budžetiranje kapitala u smislu procjene veličine i dinamike očekivanih novčanih tokova te riziku prilagođene diskontne stope
- struktura kapitala, tj. različite kombinacije dugoročnog duga i vlastitog kapitala poduzeća koje omogućuju dugoročne investicije
- upravljanje neto obrtnim kapitalom, tj. upravljanje kratkoročnom imovinom (zalihe, novčana sredstva) i kratkoročnim obvezama poduzeća s ciljem neometanog obavljanja svakodnevnih poslovnih aktivnosti

Temeljni princip pri budžetiranju kapitala sadržan je u vremenskoj vrijednosti novca. Vremenska vrijednost novca određena je tehnikom ukamaćivanja, odnosno diskontiranja. Tehnikom diskontiranja određuje se sadašnja vrijednost očekivanih novčanih tokova, dok se tehnikom ukamaćivanja određuje buduća vrijednost novčanih tokova. Proces odluka u sklopu budžetiranja kapitala sadržan je u kriterijima investicijskog odlučivanja od kojih su najznačajniji koncept čiste sadašnje vrijednosti te koncept interne stope profitabilnosti očekivanih čistih novčanih tokova.
U procesu odlučivanja o oblicima investicija, dominantan je pristup moderne portfolio teorije H. Markowitza i model procjene kapitalne imovine koji ukazuje na način kako se kombiniranjem dionica u portfelju može postići najniži rizik za neki zahtijevani prinos, ili pak najviši mogući prinos za dani nivo rizika. Rizik se ovdje promatra tehnički, kao odstupanje očekivane cijene promatrane imovine u portfoliu od ostvarene cijene na uređenom javnom tržištu. Oduke o investiranju i oblicima investicija obuhvaćaju čitav niz povezanih rizika od kojih su najvažniji tržišni rizik, politički rizik, rizik likvidnosti, valutni rizik, kreditni rizik, rizik promjene kamatnih stopa, rizik promjene poreznih propisa te specifični rizici vezani uz pojedini oblik investicije.

### Ulaganja u osnovni kapital
Ulaganja u osnovni kapital spadaju u različite klasifikacije, a najčešće vrste ulaganja su:
1. Zamjenska ulaganja su najčešća i najlakša za analizu: poduzeća već znaju vrijednost dugotrajne imovine koju zamjenjuju.
2. Ulaganja u proširenje namijenjena su povećanju proizvodnih kapaciteta ili toka gotovih proizvoda.
3. Ulaganja u modernizaciju usmjerena su na uvođenje novih tehnologija. Njihova specifična svrha je povećanje produktivnosti ili smanjenje troškova proizvodnje ili prodaje.
4. Inovativna ulaganja namijenjena su uvođenju novih tehnologija ili poboljšanju proizvoda.
5. Društvena ulaganja su izravno ili neizravno usmjerena na poboljšanje uvjeta rada u poduzeću.
6. Ekološka ulaganja, ponekad predviđena važećim zakonodavstvom, usmjerena su na očuvanje ekosustava.
7. Strateška ulaganja imaju ofenzivnu ili obrambenu svrhu u odnosu na konkurentska poduzeća.

### Posrednici
Ulaganja se često vrše neizravno putem posredničkih financijskih institucija. Ti posrednici uključuju mirovinske fondove, banke i osiguravajuća društva. Ona mogu udružiti novac dobiven od niza pojedinačnih krajnjih ulagača u fondove kao što su investicijski fondovi, sindikati nekretnina, zajednički fondovi i SICAV za ulaganja velikih razmjera. Svaki pojedinačni ulagač ima neizravno ili izravno pravo potraživanja stečene imovine, uzimajući u obzir naknade koje naplaćuje posrednik.

## Investicija u makroekonomiji
U makroekonomiji, ukupne (agregatne) investicije su jedna od komponenata bruto domaćeg proizvoda. U izračun BDP-a ulaze samo nefinancijske investicije. Investicije su promjenama najpodložniji dio BDP-a. Prema makroekonomskoj teoriji, investicije (I) moraju biti uravnotežene s ukupnom štednjom (S) S = I.
{\displaystyle {S}={PS}+{GBS}+{GS}}
gdje je,
PS  - osobna štednja
GBS - bruto štednja poduzeća
GS  - državna štednja
{\displaystyle {I}={{Bi}+{X}}}
gdje je,
Bi - bruto investicije
X  - neto izvoz
{\displaystyle {Ni}={{Bi}+{Dp}}}
gdje je,
Bi - bruto investicije
Dp - amortizacija